# Original video animation

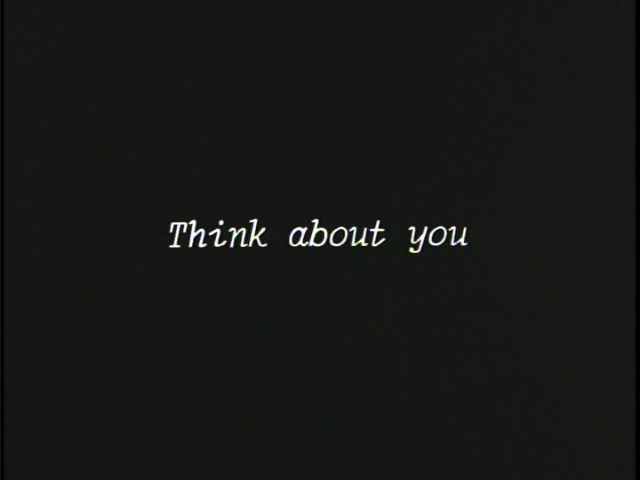
OVA Tokimeki Memorial vol.1 titulek - Think about you

Original video animation (japonsky オリジナル・ビデオ・アニメーション, oridžinaru bideo animéšon), zkráceně OVA (japonsky オーブイエー, óbuié) a někdy jako OAV (anglicky original animated video), je termín, který se v Japonsku používá pro animované tituly, které jsou vydávány pro maloobchodní prodej bez předchozího uvedení do kin nebo v televizi. Původně byly OVA tituly k dispozici na VHS, později i na jiných typech médií jako je Laserdisc a DVD. OVA je někdy používané, možná nevhodně, pro velmi krátké anime série nebo speciály, bez ohledu na vydaný formát.

## Formát
Stejně jako anime vytvářené pro televizní vysílání je i OVA rozděleno do epizod. OVA média (kazety, Laserdisky nebo DVD) jsou často prodávána po jednom dílu. Délka jedné epizody se liší titul od titulu, může být dlouhá jak pár minut, tak i dvě a více hodin. Obvykle trvá jeden díl 30 minut, ale není to pravidlem. Někdy se může dokonce délka jednotlivých dílů lišit. Například prvních 6 dílů OVA GaoGaiGar Final mělo kolem 30 minut a poslední dva díly zabíraly 40 a 50 minut. OVA série mohou být tvořeny pouze jednou epizodou (kdy jde v podstatě o direct-to-video film) stejně jako desítkami OVA částí. Pravděpodobně nejdelší OVA sérií byla Ginga Eijú Densecu (japonsky 銀河英雄伝説), která obsahovala 110 hlavních dílů a 52 gaiden dílů.
Mnoho populárních anime začalo jako OVA a teprve později se stalo televizním seriálem nebo filmem. Kupříkladu Tenchi Muyo! bylo OVA, ale zrodila se z něj TV série, tři filmy a mnoho spin-offů. Další OVA mohou být vydávána jako sequely, spin-offy, soundtracky nebo speciální epizody, které navazují na existující TV sérii nebo filmy. Typickým příkladem je Love Hina Again či Wolf's Rain.
OVA animace se těší dobré úctě pro svoji vysokou tvůrčí kvalitu. Obecně se OVA titulům dostává vysokého rozpočtu, díky čemuž je technická kvalita animace skoro vždycky vyšší než TV série a může se tak rovnat nebo dokonce převyšovat kvalitu filmů.
OVA tituly jsou též známé pro detailní zápletku a dobře popsané postavy. Důvodem je pravděpodobně skutečnost, že formát nabízí autorovi a režisérovi mnohem větší tvůrčí svobodu než ostatní formáty. Jelikož OVA díly mohou mít různou délku, režisér může využít více času pro vyprávění příběhu. Otevírá se tak prostor pro ojedinělé dějové pozadí a charakterový/dějový vývoj, který je v ostrém kontrastu s TV sériemi, kde musí epizoda začít a vygradovat ve 22 minutách, nebo s filmy, jejichž délka vzácně přesáhne 2 hodiny. Stejně tak zde není tlak na vyplnění prostoru, který po sobě zanechává jednoduchá zápletka. Existují ještě další důvody: OVA jsou víceméně psaná pro umělecké důvody než pro požadavky konzumního trhu. Výrazná většina OVA titulů je zaměřena na specifické diváky, kdežto konzumní trh spolu s TV sériemi je připravován pro klasické diváky. Rovněž OVA vydání nejsou svázána obsahovými omezeními (např. cenzura zakazující násilí, nahotu či vulgární výrazy), která jsou tak často uplatňována na televizní seriály.
OVA produkty se typicky zaměřují na mužské anime fanoušky, kteří mají peníze nazbyt. Od roku 2006 stojí jeden svazek běžně 5800–9800 jenů, což je cena vyšší než za jiná („normální“) anime DVD. Některé OVA tituly jsou však levnější. Kidó keisatsu patoreibá (機動警察パトレイバー) OVA (1988) stála 4800 jenů/svazek. OVA produktů zaměřených přímo na ženské publikum je málo, ale přesto existují. Earthian je typickým příkladem.
Většina OVA titulů čítá 4–8 dílů s tendencí ke komplikované ničím nepřerušované zápletce, kterou je nejlepší vidět najednou. To je v rozporu s TV seriály, které se častěji skládají z mnoha spolu souvisejících „mini-příběhů“ než z jednotného děje. OVA tituly mohou být také vnímány jako „dlouhé filmy“, které jsou pouze rozdělené do částí. Termíny vydání se liší, takže u některých sérií se mohou diváci dočkat 1–2 epizod za rok. Někdy OVA skončí nedokončené kvůli nedostatku zájmu fanoušků.
Existuje také mnoho jedno-epizodních OVA. Obyčejně jde o OVA, které je pokračováním oblíbeného seriálu s odlišným dějem. Na počátku „pravé video animace“ nebyla jedno-epizodní OVA ojedinělá. Stovky mang, které byly oblíbené, ale ne dostatečně na to, aby se staly samostatným seriálem, získalo vlastní OVA díl.

## Historie
OVA pochází z konce 70. let 20. století. Jak se VCR stávalo stálou součástí japonských domácností, japonský anime průmysl rostl do gigantických rozměrů. Poptávka po anime byla natolik vysoká, že zákazníci byli ochotní koupit si nově vyšlé anime přímo v obchodech s videem. Zatímco v USA bylo „direct-to-video“ vnímáno negativně jako dílo, které nebylo schopno dostat se do kin nebo televize, v Japonsku šlo o nutnost vyvolanou příliš vysokou poptávkou. Mnoho oblíbených a významných sérií, jako Bubblegum Crisis a Tenchi Muyo!, bylo vydáno formou OVA.
Ačkoli se direct-to-video anime objevilo v brzké době, první opravdová OVA série Dallos byla uvedena až v roce 1983, režírována Mamoru Ošiim a vydána společností Bandai. Ostatní společnosti se rychle chytly tohoto nápadu a v půli 80. let byl trh zaplaven OVA tituly. V té době byla většina OVA sérií novými a samostatnými tituly.
Jak se japonská ekonomika v 90. letech zhoršovala, záplava nových OVA produktů pomalu mizela. OVA byla stále tvořena, ale v menším počtu. Anime série často obsahovaly ekonomických 13 epizod místo tradičních 26 nebo 52. Nové tituly byly navrhovány pro televizi za předpokladu, že upraví svou délku. Navíc, se zvyšující se oblibou kabelových a satelitních TV sítí (s jejich méně přísnými pravidly cenzury), běželo mnoho nových OVA na televizních obrazovkách, což bylo dříve díky cenzuře nemožné. Od té doby se násilí, ečči a fanservisové seriály staly řádnými TV sériemi. Během toho času byl obsah OVA limitován nutností spojitosti s již existujícím titulem.
Nicméně, od roku 2000 se trend samostatných OVA titulů vrátil zpět. TV seriály obsahují díl, který není vysílán klasickou cestou (TV), ale je k dostání pouze jako OVA. Příkladem budiž Love Hina, jejíž 25. díl byl jenom v DVD verzi. Nebo Oh! My Goddess, což je anime, které je distribuováno výhradně na DVD nosičích. Populární manga/anime Hellsing má počátky v OVA, ačkoli tentokrát je série silně spojena s mangou. Tento trend se stává zavedenou rutinou. Mimoto, velká část dnešních OVA sérií je upravenou verzí staršího seriálu, který tak může být nabídnut v lepší kvalitě (např. Neon Genesis Evangelion Remastered).